# Strontiumbromat
Strontiumbromat ist das Strontiumsalz der Bromsäure.

## Herstellung
Strontiumbromat kann durch Auflösen von Strontiumcarbonat in Bromsäure hergestellt werden.
{\displaystyle \mathrm {SrCO_{3}+2\ HBrO_{3}\longrightarrow Sr(BrO_{3})_{2}+H_{2}O+CO_{2}\uparrow } }

## Eigenschaften

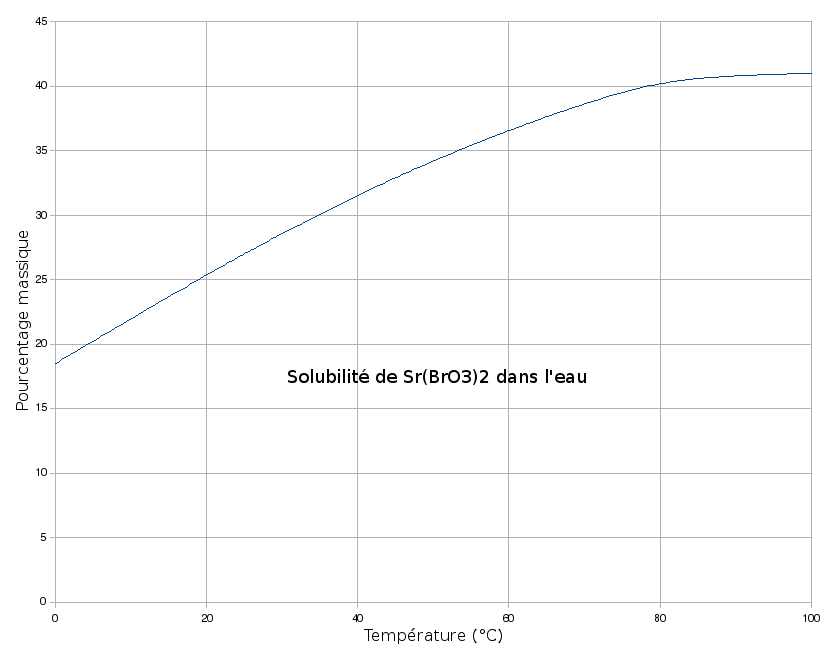
Löslichkeit von Strontiumbromat in Wasser

Strontiumbromat ist gut wasserlöslich: 1000 g gesättigter Lösung enthalten bei 0 °C 183,2 g, bei 25 °C 272,5 g und bei 104 °C 410 g. Es tritt üblicherweise als Monohydrat Sr(BrO3)2 · H2O auf, das sich bei 75,5 °C unter Kristallwasserabgabe in das Anhydrat umwandelt.
Das Monohydrat kristallisiert im monoklinen Kristallsystem in der Raumgruppe I2/c (Raumgruppen-Nr. 15, Stellung 8) mit den Gitterparametern a = 8,8742 Å, b = 7,609 Å, c = 9,3748 Å und β = 91,27°. Die Kristalle sind isomorph zu Bariumbromat.
Beim Erhitzen zersetzt sich Strontiumbromat bei 240 °C in Strontiumbromid und Sauerstoff.
{\displaystyle \mathrm {Sr(BrO_{3})_{2}\ {\xrightarrow {\Delta }}\ SrBr_{2}+3\ O_{2}\uparrow } }
Wie alle Bromate kann Strontiumbromat als Oxidationsmittel eingesetzt werden.